# Grup de la crichtonita
El grup de la crichtonita és un grup de minerals format per vint espècies de minerals òxids. Es tracta de titanats complexos que cristal·litzen en el sistema trigonal.

## Membres del grup
El grup de la crichtonita està integrat per les següents espècies minerals:
| Espècie            | Fórmula                                                    |
| ------------------ | ---------------------------------------------------------- |
| Almeidaïta         | PbZn₂(Mn,Y)(Ti,Fe3+)18O36(OH,O)₂                           |
| Botuobinskita      | SrFe2+Mg₂(Cr3+₆Ti4+₁₂)[O36(OH)₂]                           |
| Cleusonita         | Pb(U4+,U6+)Fe2+ 2(Ti,Fe2+,Fe3+)18(O,OH)38                  |
| Crichtonita        | Sr(Mn,Y,U)Fe₂(Ti,Fe,Cr,V)18(O,OH)38                        |
| Davidita-(Ce)      | Ce(Y,U)Fe₂(Ti,Fe,Cr,V)18(O,OH,F)38                         |
| Davidita-(La)      | La(Y,U)Fe₂(Ti,Fe,Cr,V)18(O,OH,F)38                         |
| Davidita-(Y)       | (La,Ce,Na,Ca,Pb)(Y,Fe2+,◻)(Fe2+,Mn2+)₂(Ti,Fe3+,Nb,Zr)18O38 |
| Dessauïta-(Y)      | Sr(Y,U,Mn)Fe₂(Ti,Fe,Cr,V)18(O,OH)38                        |
| Gramaccioliïta-(Y) | (Pb,Sr)(Y,Mn)Fe3+ 2(Ti,Fe3+)18O38                          |
| Haitaïta-(La)      | LaU4+Fe3+₂(Ti13Fe2+₄Fe3+)O38                               |
| Landauïta          | (Na,Pb)(Mn2+,Y)(Zn,Fe)₂(Ti,Fe3+,Nb)18(O,OH,F)38            |
| Lindsleyita        | (Ba,Sr)(Zr,Ca)(Fe,Mg)₂(Ti,Cr,Fe)18O38                      |
| Loveringita        | (Ca,Ce,La)(Zr,Fe)(Mg,Fe)₂(Ti,Fe,Cr,Al)18O38                |
| Mapiquiroïta       | (Sr,Pb)(U,Y)Fe₂(Ti,Fe3+)18O38                              |
| Mathiasita         | (K,Ba,Sr)(Zr,Fe)(Mg,Fe)₂(Ti,Cr,Fe)18O38                    |
| Mianningita        | (◻,Pb,Ce,Na)(U4+,Mn,U6+)Fe3+ 2(Ti,Fe3+)18O38               |
| Mirnyïta           | SrZr4+Mg₂(Cr3+₆Ti4+₁₂)O38                                  |
| Paseroïta          | Pb(Mn2+,☐)(Fe3+,☐)₂(V5+,Ti4+,☐)18O38                       |
| Saranovskita       | SrCaFe2+₂(Cr₄Ti₂)Ti₁₂O38                                   |
| Senaïta            | Pb(Mn,Y,U)(Fe,Zn)₂(Ti,Fe,Cr,V)18(O,OH)38                   |